# Vigand Andreas Falbe-Hansen
Vigand Andreas Falbe-Hansen, född 24 september 1841 i Odense, död 28 mars 1932 i Köpenhamn, var en dansk nationalekonom och statistiker. Han var bror till Ida Falbe-Hansen.
Falbe-Hansen blev 1862 student och 1867 statsvetenskaplig kandidat. År 1870 blev han fullmäktig vid den danska statistiska byrån och 1873 dess chef, men var 1877-1902 professor vid Köpenhamns universitet. År 1893 blev han direktör och 1913 överdirektör i försäkringsbolaget "Danmark". År 1874 var han sekreterare vid den skandinaviska myntkommissionen, 1875 medlem av arbetar- och 1878 av sparbankskommittén samt 1887 av lanthushållningssällskapets tullutskott. Åren 1902-04 var han konstituerad direktör för danska Statens statistiska byrå. Inom politiken var han 1881-84 var han ledamot av folketinget och tillhörde där den del av högern, som stod i opposition mot Jacob Brønnum Scavenius Estrups ministär. År 1909 blev han kungavald landstingsman och var 1918-19 landstingsvald.
Falbe-Hansen författade bland annat Hvilke forandringer er der siden Amerikas opdagelse foregaaet i priserne paa Danmarks væsentligste frembringelser og i arbeidslønnen her i landet? (1869), Stavnsbaandets lösning og landboreformerne (från 1773 till samtiden; två band, 1888-89), Finansvidenskab (två band, 1894-96) och viktiga avdelningar av Danmarks statistik (sex band, 1878- 91), som han utgav tillsammans med Hans William Scharling. Han ägnade sig i synnerhet åt utvecklingen av lantbefolkningens förhållanden och skatteväsendets historia. År 1894 blev han juris hedersdoktor och fick 1902 titeln konferensråd.